# Salamon nemzetség
A Salamon nemzetség a magyarok egyik nemzetsége, melyből több család is eredetét veszi.

## Története
A Salamon nemzetségbeliek Pozsony vármegye lakói voltak. A Csallóközben, Dunaszerdahely vidékén laktak. Első ismeretes ősét Mokudnak nevezi egyik 1186-ban kelt írásos emlékünk, aki királyi pristaldus volt. Több írott emlék is megnevez jó néhány Salamon nembelit. 1242-ben például Salamon Miklós neve fordul elő, akinek fia, Póka, később a nagysalamoni Póka családot alapította. Az előbbi Miklós másik fiának leszármazottja volt Salamon Benedek, aki az Esterházy családot alapította, míg e Benedek nagyapjának, Andrásnak, a fivére, Balázs pedig a szerházházi Szerhás család megalapítója. A XIII. században említenek egy másik Salamon nemzetségbelit, mégpedig Illést, akinek unokája az illésvathai Illés család, míg dédunokája, Illés, az illésházai Illésházy család alapítója. A nemzetség teljes leszármazása még ma sem ismeretes.

## A nemzetségből származó családok
- galánthai herceg és gróf Esterházy család
- illésvathai Illés család
- illésházai gróf és báró Illésházy család
- nagysalamoni Póka család
- alapi báró és nemes Salamon család
- vathai Salamon család
- Salamonfay család
- harkályi Salamonváry család
- szerhásházi Szerhás család